# NN-296
La carretera NN‑296 es una vía departamental secundaria del departamento de Matagalpa, cuyo recorrido se sitúa en el municipio de Río Blanco. La carretera conecta varias comunidades rurales y sirve como acceso a zonas agrícolas y forestales, aunque su longitud exacta y año de construcción no están registrados públicamente. Su trazado se encuentra en registros oficiales del MTI como vía departamental habilitada para tránsito vehicular básico.

## Trazado y cruces
La siguiente tabla muestra su recorrido, localidades y principales conexiones:
| km  | Localidad                     | Departamento | Conexión / Ruta |
| --- | ----------------------------- | ------------ | --------------- |
| 0.0 | Comunidad rural (tramo oeste) | Matagalpa    |                 |
| –   | Zona rural intermedia         | Matagalpa    |                 |
| –   | Frontera rural con RAAS       | Matagalpa    |                 |